# Coupe du Liechtenstein de football 1988-1989
Navigation
Édition précédente Édition suivante
La coupe du Liechtenstein 1988-1989 de football est la 44e édition de la Coupe nationale de football, la seule compétition nationale du pays en l'absence de championnat.
La finale est disputée à Triesen, le 4 mai 1989, entre le FC Balzers et l'USV Eschen/Mauren. 
Le FC Balzers remporte le trophée en battant l'USV Eschen/Mauren. Il s'agit du 8e titre de l'histoire du club dans la compétition.

## 1ertour
Le FC Vaduz est exempté de ce tour.
| Équipe 1             | Résultat        | Équipe 2          |
| -------------------- | --------------- | ----------------- |
| FC Triesenberg       | 3 - 3 7 - 6 tab | FC Schaan         |
| USV Eschen/Mauren II | 2 - 3           | FC Triesen        |
| FC Schaan II         | 1 - 6           | FC Balzers        |
| FC Ruggell II        | 0 - 6           | FC Vaduz II       |
| FC Balzers II        | 1 - 2           | USV Eschen/Mauren |
| FC Triesenberg II    | 2 - 4           | FC Triesen II     |
| FC Schaan Azzurri    | 0 - 5           | FC Ruggell        |

## Quarts de finale
| Équipe 1       | Résultat | Équipe 2          |
| -------------- | -------- | ----------------- |
| FC Triesenberg | 2 - 3    | USV Eschen/Mauren |
| FC Triesen     | 1 - 5    | FC Balzers        |
| FC Vaduz II    | 2 - 1    | FC Ruggell        |
| FC Triesen II  | 0 - 7    | FC Vaduz          |

## Demi-finales
| Équipe 1          | Résultat        | Équipe 2   |
| ----------------- | --------------- | ---------- |
| USV Eschen/Mauren | 1 - 0           | FC Vaduz   |
| FC Vaduz II       | 1 - 1 2 - 4 tab | FC Balzers |

## Finale
| 4 mai 1989 | FC Balzers | 4 - 2 | USV Eschen/Mauren | Triesen |  |
|            |            |       |                   |         |  |